# Felipe Guillermo de Baviera
Felipe Guillermo de Baviera (22 de septiembre de 1576, Múnich - 18 de mayo de 1598, Dachau) fue un príncipe y cardenal bávaro.

## Biografía
Fue hijo del duque Guillermo V de Baviera y Renata de Lorena, estudió teología y filosofía en la Universidad de Ingolstadt con su hermano menor Fernando (más tarde arzobispo de Colonia). Le dieron los puestos honoríficos como canónigo de Colonia, Maguncia, Salzburgo y Trier, que ya había sido hecho príncipe-obispo de Regensburg a los tres años de edad. Su padre esperaba que la elección de Felipe como obispo sería obligar a la diócesis con más fuerza al ducado de Baviera y defenderse contra las fuerzas protestantes en la ciudad de Ratisbona. 
Durante su minoría Felipe estuvo representado por Feliciano Ninguarda. En 1582, renunció a su cargo para el bohemio Barón Zbinko Berka. En 1586, Zbinko y el padre de Felipe entraron en tensión y así Zbinko entregó la administración de la diócesis a Jakob Miller en 1568. Felipe fue nombrado cardenal por el papa Clemente VIII en el consistorio del 18 de diciembre de 1596, pero murió en un accidente de equitación dos años más tarde y está enterrado en la Catedral de Nuestra Señora de Múnich (también hay un monumento de bronce en su honor en la catedral de Ratisbona).